# Skellefteälven
Skellefteälven – rzeka w północnej Szwecji, jedna z głównych rzek Norrlandu. Wypływa z jeziora Ikesjaure w gminie Arjeplog w Laponii. Przepływa przez jeziora Hornavan, Uddjaur i Storavan. Uchodzi do Zatoki Botnickiej w mieście Skellefteå.
Skellefteälven ma 410 km długości, a jej dorzecze powierzchnię 11 731 km². Średni przepływ w pobliżu Slagnäs wynosił około 107 m³/s.
Główne dopływy to Malån, Petikån, Finnforsån, Bjurån i Klintforsån.

## Elektrownie
Podobnie jak na większości rzek północnej Szwecji, na Skellefteälven znajdują się liczne elektrownie wodne. Największa z nich to Gallejaur o mocy 219 MW i spadku 80 m. Łącznie elektrownie na Skellefteälven produkują 4080 GWh/a energii (średnio), a ich łączna moc to 1034 MW.
Lista elektrowni (od ujścia do źródła):
| Nazwa       | Moc (MW) | Średnia produkcja (GWh/a) | Spadek (m) | Właściciel                               |
| ----------- | -------- | ------------------------- | ---------- | ---------------------------------------- |
| Kvistforsen | 140      | 500                       | 51         | Statkraft Sverige                        |
| Selsforsen  | 62       | 260                       | 22,2       | Skellefteå Kraft                         |
| Krångfors   | 65       | 320                       | 29,9       | Skellefteå Kraft                         |
| Granfors    | 40       | 195                       | 18,6       | Skellefteå Kraft                         |
| Finnforsen  | 54       | 240                       | 20,7       | Skellefteå Kraft                         |
| Båtfors     | 50       | 177                       | 16,9       | Skellefteå Kraft                         |
| Rengård     | 35       | 200                       | 19,3       | Skellefteå Kraft                         |
| Vargfors    | 120      | 445                       | 49         | Vattenfall                               |
| Gallejaur   | 219      | 705                       | 80         | Vattenfall                               |
| Grytfors    | 31       | 189                       | 22,4       | Skellefteå Kraft                         |
| Bastusel    | 107      | 520                       | 77         | Vattenfall                               |
| Slagnäs     | 7        | 32                        | 5          | Skellefteå Kraft                         |
| Bergnäs     | 8        | 30                        | 6,2        | Skellefteå Kraft                         |
| Riebnes     | 64       | 142                       | 88         | Skellefteå Kraft                         |
| Sädva       | 31       | 119                       | 51         | Skellefteå Kraft                         |
| Ringsele    | 0,85     | 4,3                       |            | Skellefteå Kraft                         |
| Sälla       | 0,15     | 1,2                       |            | Arjeplogs Allmänningars Skogsförvaltning |